# Forgács Péter (médiaművész)
Forgács Péter (Budapest, 1950. szeptember 10. –) médiaművész, álló- és mozgóképkészítő. Testvére Forgách András író, dramaturg.

## Életpályája
1978 óta Forgács több mint harminc filmet és installációt készített, a legismertebb a Privát Magyarország díjnyertes sorozata, amely 1930-as, 40-es és 50-es években – amatőrök által – készített filmeken alapul. A filmek hétköznapi életeket dokumentálnak, melyeket hamarosan felforgat a filmen kívül zajló, rendkívüli történelmi trauma. 1971-ben kezdte tanulmányait a Képzőművészeti Főiskolán, ahonnan még ugyanabban az évben eltávolították. 1978-tól 1993-ig a Balázs Béla Stúdióban dolgozott. 1978 és 1986 között a 180-as Csoport (kortárs zenei csoport) munkájában vett részt. Az 1983-ban alapított Privát Fotó és Film Archívum vezetője. Nemzetközi debütálása a Bartos család-dal (1988) történt, amely elnyerte a hágai World Wide Video Festival nagydíját. Azóta számos nemzetközi fesztiváldíjat kapott, Budapesten, Lisszabonban, Marseille-ben, San Franciscóban. Berlinben elnyerte a Európai Díjat Az örvény című filmjéért.
A kilencvenes évektől Forgács videó installációit a amerikai és európai múzeumok, galériák mutatták be. Például a Dunai Exodus-t Hágában, Berlinben, New Yorkban, Barcelonában, Helsinkiben, Ulmban és Budapesten láthatta a közönség. Kiemelkedő európai kulturális munkájáért 2007-ben a holland Erasmus-díjjal, 1998-ban Balázs Béla-díjjal és 2007-ben az érdemes művész díjjal tüntették ki. 2009 „Col Tempo” című installációját az 54. velencei biennálé Magyar pavilonjában állította ki.

## Filmek, videók, installációk
- "Álominventárium és a Kölcsönös Analizis" installáció 2018.  Barcsay Múzeum
- Kemény György 80 HD VIDEO film (Festői Korszakok 2. 2017.) 68 perc.
- Festői Korszakok - Gánóczy Mária festő és filmes élete. HD video film  2016. 133 perc.
- Méreg (A Diva in Exile)  c. film 2016. Bán Zsófia azonos című novelláján alapszik. 2018-ban LOOP Barcelonán, a világ egyik legfontosabb videóművészeti fesztiválján és vásárán, Forgács Péter videója nyerte el az ‘Acquisition Award 2018‘ díjat. Ennek köszönhetően a Méreg című alkotása a zsűri egyhangú döntése alapján a LOOP és a Museu d’Art Contemporani de Barcelona (MACBA) gyűjteményének része lett.
- Looming Fire – Stories from the Dutch East Indies installácó az amsterdami Holland Film Múzeumban, az EYE-ban;[2] Holland Filmmúzeum Amsterdam 2013
- Letters to Afar video installácó Varsóban / POLIN Museum of the History of Polish Jews  2013
- Német egység a Balatonon – 87 perc film Uj Budapest Filmstúdió (2011)
- Hunky Blues – az amerikai álom 100 perces film (2009)
- Német egység a Balatonon – (2009) Installáció. Collegium Hungaricum, Berlin
- Col Tempo – a W. projekt (2009) Velencei biennále – magyar pavilon
- Von Höfler vagyok – Werther variáció (2008) Privát Magyarország XIV.
- Saját halál (2008)
- Miss Universe 1929 – Lisl Goldarbeiter – a Szépség útja (2006)
- A fekete kutya (el perro negro) (2005)
- Oktató Film (2004) installáció – Műcsarnok "Elhallgatott Holocaust" kiállítás
- Kölcsönös analízis videó (2004)
- Dunai exodus – installáció (2002) Getty Múzeum, Los Angeles, USA
- A püspök kertje (2002) Privát Magyarország XIII.
- Bibó Breviárium (2001) Privát Magyarország XII.
- A látogatás (1999–2000) video installáció, 56-os Galéria
- Angelos' film 60 perc film (1999)
- Dunai exodus 60 perc film (1998)
- Csermanek csókja (1997) Privát Magyarország XI. 52 perc
- osztálySORSjegy 52 perc film (1997) Privát Magyarország X.
- Semmi országa (1997) Privát Magyarország IX. 52 perc film
- Örvény(1996) Privát Magyarország VIII. 75 perc film
- Egy úrinő notesza(1994) Privát Magyarország VII. 47 perc film
- Kultúr Forgácsok (1994) 52 perc videó
- Magyar Totem (1993-4) videó installáció 25 perc loop
- Wittgenstein Tractatus (1992) 32 perc 7 esszé Közjáték sorozat FMS.
- Polgár szótár (1992) film 49 perc
- Arizonapló (1992) 52 perc film Petri Györggyel
- Tea El Grecónál (1991) videó installáció Szépművészeti Múzeum
- Pauer Pszeudo dokumentumfilm (1991)
- Magyar konyha video művészet (1991) videó installáció Műcsarnok C3 Sub Voce kiállítás
- Márai Füveskönyv (1991) 32 perc 7 esszé Közjáték sorozat FMS
- Fényképezet Dudás László (1991) Privát Magyarország VI. 45 perc film
- D-film (1991) Privát Magyarország V. 45 perc film
- N. úr naplója (1990) Privát Magyarország IV. 54 perc film
- Vagy-vagy (1989) Privát Magyarország III. 52 perc film
- Dusi és Jenő (1989) Privát Magyarország II. 52 perc
- A Bartos család (1988) Privát Magyarország I. 61 perc film
- Epizódok MF tanár úr életéből (1986) 110 perc film
- Szondi Lipót portré (1984)
- Aranykor (1985) 18 perc video
- Spinoza Rückverz (1985) 5 perc 35mm film
- Gyerekmozi (1979)
- Gyerekszínház (1979)

## Díjai és elismerései
- Hágai videofesztivál fődíja (A Bartos család 1990)
- Marseille Nemzetközi Dokumentumfilm Fesztivál fődíja (Dusi és Jenő 1991, Az örvény 1997)
- Filmkritikusok B. Nagy László-díja (1992, 1997, 2009)
- Prix Europa – Legjobb Dokumentumfilm, Az örvény Fődij, Berlin, 1997
- Balázs Béla-díj (1999)
- Golden Gate Award Angelos' Film – San Francisco International Film Festival, 2000
- Tribeca Film Festival New York – Best Documentary Film Award 2005 El Perro Negro – Fekete kutya c. film
- Erasmus-díj(Hollandia, 2007)
- Magyar Filmszemle dijak (1997, 1999, 2001, 2002, 2006, 2008)
  - Saját halál Legjobb kísérleti film díj, 2008
  - Von Höfler vagyok Kreatív-dokumentumfilm díj, 2008
- A Magyar Köztársasági Érdemrend tisztikeresztje, 2007
- Érdemes művész díj, 2007
- Magyar Kultúra Követe, 2010